# Suctobelbella solita
Suctobelbella solita är en kvalsterart som beskrevs av Chinone 2003. Suctobelbella solita ingår i släktet Suctobelbella och familjen Suctobelbidae. Inga underarter finns listade i Catalogue of Life.